# 九九式八糎高射砲
九九式八糎高射砲(きゅうきゅうしきはっせんちこうしゃほう)は、1941年（昭和16年）に準制式制定された日本陸軍の高射砲。中高度から高高度を飛行するB-29を捉えることができた高射砲である。

## 概要
1937年（昭和12年）に南京郊外の江陰砲台でクルップ製8.8 cm SK C/30を鹵獲し克式八糎高射砲の名称を与え使用していたが、性能が手頃であったため1938年（昭和13年）から模倣国産化に向けて審査に着手した。結果、照準具以外はそのままとすることにし、1939年（昭和14年）にデッドコピー版3門が国産された。当初はクルップには無断で進められたが、1940年（昭和15年）に日独伊三国軍事同盟が締結された後、ライセンス料が支払われた。その後大津川射場にて試験の後、1941年（昭和16年）陸軍防空学校にて供試の結果、実用性を認められ、ただちに準制式の制定となった。
国産化に向けての改良としては、原型や試作時はいわゆる二重構造の焼嵌式砲身を使用していたが、量産化に当たり当時国内でもほぼ定着していた自己緊縮式の単肉砲身に変更された（このため本砲は一貫して焼嵌式であったと誤解される場合もある）。照準具は運用上の利便性から国産の旧来のものに変更され、また原型砲や初期の国産砲には大型の防楯が装備されていたが、操作上邪魔であり資材節約のため後に撤去されている。これにより放列砲車重量は5000kg程度にまで軽量化されることとなった。名称が「野戦高射砲」ではなく「高射砲」であることからもわかるように陣地高射砲であり、運搬車やそれを利用した野戦砲床機材なども独自に開発されたが原則としてコンクリートや木材で組まれた固定砲床を必要とし迅速な陣地変換はできなかった。
構造が簡明で製作にも技術的にあまり高度なものを必要としなかったため、準制式ではあったが1942年（昭和17年）から1945年（昭和20年）にかけて500門以上、一説には1000門近くが生産され、八八式七糎半野戦高射砲に次ぐ生産数を達成し本土防空戦では高射砲部隊の主力を担った。

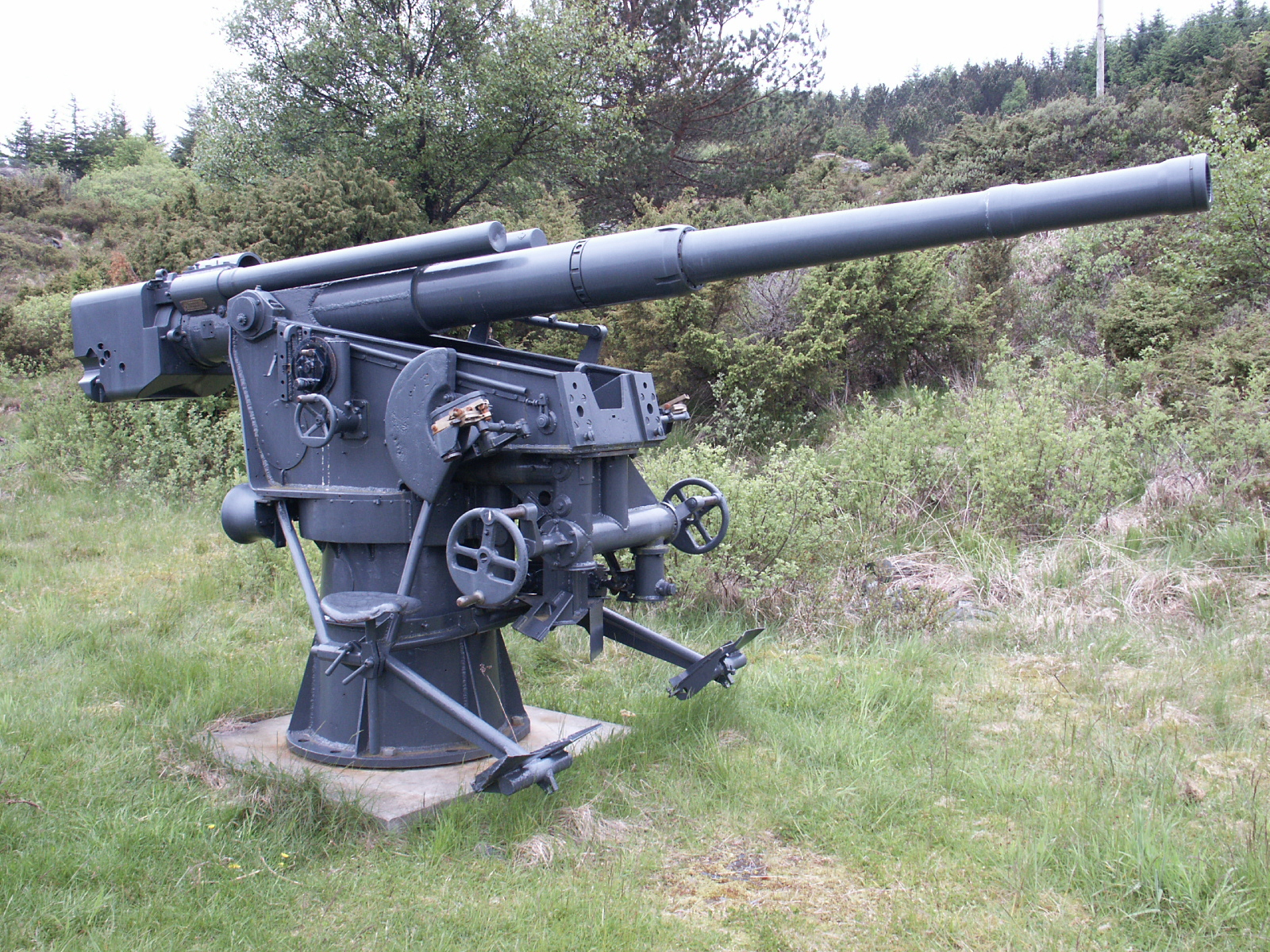
原型砲のクルップ8.8cm SK C/30

## 貫徹能力
装甲貫徹能力の数値は射撃対象の装甲板や実施した年代など試験条件により異なる。
陸上自衛隊幹部学校戦史教官室の所蔵資料である近衛第三師団の調整資料「現有対戦車兵器資材効力概見表」によると、九九八高（九九式八糎高射砲）の徹甲弾は、射距離500m/貫通鋼板厚120mmとなっている（射撃対象の防弾鋼板の種類や徹甲弾の弾種は記載されず不明）。

## 参考資料
- 竹内昭・佐山二郎共著『日本の大砲』出版共同社 昭和61年
- アジア歴史資料センター『九九式八糎高射砲取扱指導ニ関スル説明書（照準具関係ヲ除ク）』【 レファレンスコード 】 A03032095900
- アジア歴史資料センター『九九式八糎高射砲運搬車仮細目名称表 』【 レファレンスコード 】 A03032241000
- 佐山二郎『日本陸軍の火砲　高射砲』ISBN 978-4-7698-2660-6 光人社NF文庫 平成22年
- 白井明雄 『日本陸軍「戦訓」の研究』 芙蓉書房出版 2003年